# ۳۹۹ (عدد)
۳۹۹ (سیصد و نود و نه) یک عدد طبیعی است که بعد از ۳۹۸ و قبل از ۴۰۰ قرار دارد.